# Michael Lah
Michael Richard Lah (Illinois, 1º settembre 1912 – Los Angeles, 13 ottobre 1995) è stato un animatore e regista statunitense. È conosciuto soprattutto per il suo lavoro allo studio di animazione della Metro-Goldwyn-Mayer, principalmente come membro dell'unità di Tex Avery.

## Biografia
Michael Lah nacque in Illinois il 1º settembre 1912. Lavorò brevemente alla Walt Disney Productions prima di unirsi alla MGM nei primi anni '40. Il suo primo lavoro alla MGM fu per Harman e Ising. Dopo l'abbandono dei due, Lah lavorò brevemente sulla serie Tom & Jerry di William Hanna e Joseph Barbera. Successivamente si unì all'unità di Tex Avery come capo animatore, dove rimase fino a quando lo studio chiuse nel 1957. Durante l'assenza di Avery nel 1950-51, e dopo che Avery lasciò la MGM nel 1953, a Lah venne dato credito di co-regia di molti cortometraggi animati.
Dopo aver lasciato la MGM, Lah si riunì brevemente a Hanna e Barbera nel loro studio di animazione televisiva come animatore, poi si unì alla Quartet Films, uno studio di animazione commerciale che creava spot televisivi per Kellogg's e Green Giant.
Lah era un membro attivo dell'ASIFA-Hollywood, lavorando nel consiglio per diversi anni. Nel 1984 Lah ricevette il Winsor McCay Award per la sua vita di lavoro nel campo dell'animazione. Morì il 13 ottobre 1995, all'età di 83 anni, a Los Angeles. È sepolto al Forest Lawn Memorial Park (Hollywood Hills).